# Нови Роздил
Нови Роздил (укр. Новий Розділ) град је Украјини у Лавовској области. Према процени из 2025. у граду је живело 29.000 становника.

## Становништво
Према процени, у граду је 2012. живело 28.765 становника.
| 1979.  | 1989.  | 2001.  | 2012.  |
| ------ | ------ | ------ | ------ |
| 22.077 | 29.159 | 28.227 | 28.765 |

## Партнерски градови
- Полице